# Arthroleptides
Arthroleptides Nieden, 1911 è un genere di anfibi anuri, appartenente alla famiglia Petropedetidae.

## Distribuzione e habitat
Il genere è diffuso sui monti dell'Arco Orientale (Tanzania), e sul monte Elgon (Kenya e Uganda).

## Tassonomia
Comprende 3 specie:
- Arthroleptides dutoiti Loveridge, 1935
- Arthroleptides martiensseni Nieden, 1911
- Arthroleptides yakusini Channing, Moyer, and Howell, 2002

Le 3 specie erano in passato incluse nel genere Petropedetes, da cui sono state escluse sulla base dei risultati di analisi filogenetiche molecolari.

## Conservazione
La Lista rossa IUCN classifica Arthroleptides dutoiti come specie in pericolo critico/possibilmente estinta, mentre A. martiensseni e A. yakusini sono entrambe considerate in pericolo.